# Renate Dendorfer-Ditges
Renate Dendorfer-Ditges (* 1957) ist eine deutsche Juristin. Sie ist Fachanwältin für Handels- und Gesellschaftsrecht, Arbeitsrecht, Internationales Wirtschaftsrecht, Professorin für Wirtschaftsrecht an der Dualen Hochschule Baden-Württemberg sowie Honorarprofessorin für alternative Streitbeilegungsmechanismen und Verhandlungsmethoden an der EBS Universität für Wirtschaft und Recht in Wiesbaden. Zu ihren Spezialgebieten gehören auch (Wirtschafts-)Mediation und Schiedsverfahren; sie vermittelte in einer Reihe nationaler und internationaler Streitfälle, unter anderem für die Internationale Handelskammer und das European Institute for Conflict Management. Sie ist Autorin zahlreicher Publikationen und Mitautorin mehrerer Handbücher zu diesem Thema.

## Werdegang
Renate Dendorfer-Ditges studierte Rechtswissenschaften an der Universität Bielefeld, wo sie im Anschluss als Assistentin tätig war. An der University of Illinois at Urbana-Champaign in den Vereinigten Staaten erwarb sie 1995 den Master of Laws. Danach wurde sie 1996 als Anwältin in Deutschland und den USA zugelassen. Mit einer rechtsvergleichenden Arbeit über Aktives Telefonmarketing wurde sie im Jahr 2000 an der Universität Bielefeld zum Doktor der Rechte promoviert. An der Universität Maastricht absolvierte sie ein Aufbaustudium zum Master of Business Administration. Bis 2000 arbeitete sie als Syndikusanwältin und leitete als Prokuristin die Rechtsabteilung der MARITIM Hotelgesellschaft mbH sowie nachfolgend der Articon-Integralis AG. Ihre Ausbildung zur Mediatorin erhielt sie an der Fernuniversität in Hagen, an der Harvard Law School und Pepperdine University.
Als Rechtsanwältin war zunächst für PricewaterhouseCoopers Veltins tätig, seit 2004 als Partnerin der Heussen Rechtsanwaltsgesellschaft mbH, München. Seit 2013 arbeitet sie für die Heussen Rechtsanwaltsgesellschaft mbH als Kooperationspartnerin und wurde gleichzeitig Partnerin der DITGES Partnerschaft mbB in Bonn.
Seit 2002 lehrt Dendorfer-Ditges im Bereich Wirtschaftsrecht als Teilzeit-Professorin an der Dualen Hochschule Baden-Württemberg in Ravensburg sowie seit 2010 als Honorarprofessorin für Dispute Resolution an der EBS Universität für Wirtschaft und Recht in Wiesbaden. Im Jahr 2020 gehörte sie dem Fakultätsrat der EBS Executive School an.
Neben ihren fachanwaltlichen Spezialisierungen in Deutschland ist Dendorfer-Ditges an den Gerichten des Bundesstaates New York und an den US-Bundesgerichten zugelassen. Sie gehört als vormaliger Vice Chair der Section of International Law der American Bar Association an. Sie ist zudem Mitglied in verschiedenen Fachgesellschaften für Mediation, darunter der DIS, der EUCON und dem Bundesverband Mediation e. V. Sie ist seit 2020 für Deutschland Mitglied des Global Mediation Panel beim Ombudsmann der Vereinten Nationen. Zusammen mit Markus Troja und Alexander Redlich gibt sie seit 2010 die Fachzeitschrift KonfliktDynamik heraus und gehört dem Fachbereich der IWRZ – Zeitschrift für Internationales Wirtschaftsrecht an.
In ihrer Tätigkeit als Mediatorin hat sich Renate Dendorfer-Ditges auf Wirtschaftsmediation spezialisiert und als solche zahlreiche nationale und internationale Fälle betreut. Sie ist zudem für die Entwicklung und Durchführung von Aus- und Fortbildungen im Bereich der Wirtschaftsmediation verantwortlich, so in Zusammenarbeit mit der IHK zu München und Oberbayern, der EBS Universität für Wirtschaft und Recht und an der Dualen Hochschule Baden-Württemberg, Standort Ravensburg.

## Publikationen

### Monographien
- Aktives Telefonmarketing : Erfassung und Neubewertung der wettbewerbsrechtlichen Beurteilung unerbetener Werbeanrufe : unter Berücksichtigung europarechtlicher Entwicklungen und US-amerikanischer Regelungen. Dissertation. Lang, Frankfurt am Main 2003, ISBN 3-631-37501-8.
- Arbeitsgerichtsverfahren. (in vier Auflagen erschienen). 2. Auflage. BWV, Berliner Wissenschafts-Verlag, Berlin 2007, ISBN 978-3-8305-1294-3.

### Aufsätze (Auswahl)
- In Medias Res Juris. In: Konfliktdynamik. Band 1, Nr. 1, 2011, ISSN 2193-0147, S. 92–93, doi:10.5771/2193-0147-2012-1-92 (nomos-elibrary.de [abgerufen am 24. Juni 2020]).
- Das Finanzamt – zukünftig auch Finanzierer von Mediationsverfahren? In: Konfliktdynamik. Band 1, Nr. 2, 2012, ISSN 2193-0147, S. 188–189, doi:10.5771/2193-0147-2012-2-188 (nomos-elibrary.de [abgerufen am 24. Juni 2020]).

### Beiträge
- Fritjof Haft, Katharina von Schlieffen: Handbuch Mediation. 3., vollständig neubearbeitete  Auflage. 2016, ISBN 978-3-406-66560-8.
- Rolf Trittmann, Christian Borris: Internationale Schiedsverfahren : Praxishandbuch. C.H. Beck, München 2019, ISBN 978-3-406-69185-0.
- Volker Römermann, Christoph Paulus (Hrsg.): Schlüsselqualifikationen für Jurastudium, Examen und Beruf : ein Lehrbuch. Beck, München 2003, ISBN 3-406-50453-1.

## Auszeichnungen
- 2005: Landeslehrpreis Baden-Württemberg für beste Lehre an der Berufsakademie Ravensburg[11][12]
- seit 2014: Best lawyers in Germany for work in International Arbitration[13]
- seit 2012: Who’s Who Legal: National Leader Germany - Mediation[14]